# Halina Strębska
Halina Strębska (ur. 1 września 1949 w Siemiatyczach) – polska rolnik i polityk, posłanka na Sejm RP I kadencji.

## Życiorys
Ukończyła w 1972 studia na Wydziale Rolniczym Szkoły Głównej Gospodarstwa Wiejskiego w Warszawie. Pracowała jako rolnik doświadczalnik, prowadzi własny zakład młynarski zajmujący się przemiałem i przerobem zbóż.
Na początku lat 90. wchodziła w skład zarządu miasta i gminy Siemiatycze. W 1991 uzyskała mandat posłanki na Sejm I kadencji. Została wybrana w okręgu białostocko-suwalskim z listy Wyborczej Akcji Katolickiej. Należała do Klubu Parlamentarnego Zjednoczenia Chrześcijańsko-Narodowego. Zasiadała w Komisji Samorządu Terytorialnego oraz Komisji Nadzwyczajnej do rozpatrzenia projektów ustaw o zmianie ustawy Prawo spółdzielcze, a  także w Podkomisji nadzwyczajnej do rozpatrzenia projektu ustawy o samorządzie powiatowym. W 1993 bez powodzenia ubiegała się o reelekcję z listy Katolickiego Komitetu Wyborczego „Ojczyzna”. Później wycofała się z działalności politycznej. Po kilkunastu latach objęła funkcję pełnomocnika Prawicy Rzeczypospolitej na powiat siemiatycki.